# Dekanat Sarnaki
Dekanat Sarnaki – jeden z 11 dekanatów w rzymskokatolickiej diecezji drohiczyńskiej.

## Parafie
W skład dekanatu wchodzi 9 parafii:
- parafia Narodzenia Najświętszej Maryi Panny – Chłopków
- parafia św. Antoniego Padewskiego – Gnojno
- parafia Matki Bożej Anielskiej – Horoszki Duże
- parafia Matki Bożej Różańcowej – Łysów
- parafia Podwyższenia Krzyża Świętego – Platerów
- parafia św. Izydora – Rusków
- parafia św. Stanisława Biskupa i Męczennika – Sarnaki
- parafia św. Apostołów Piotra i Pawła – Serpelice

na terenie dekanatu istnieje 1 kościół rektoralny:
- kościół rektoralny Matki Bożej Nieustającej Pomocy – Nowe Litewniki

## Sąsiednie dekanaty
Drohiczyn, Janów Podlaski (diec. siedlecka), Łosice (diec. siedlecka), Siemiatycze